# لوتسيان جليغوفسكي

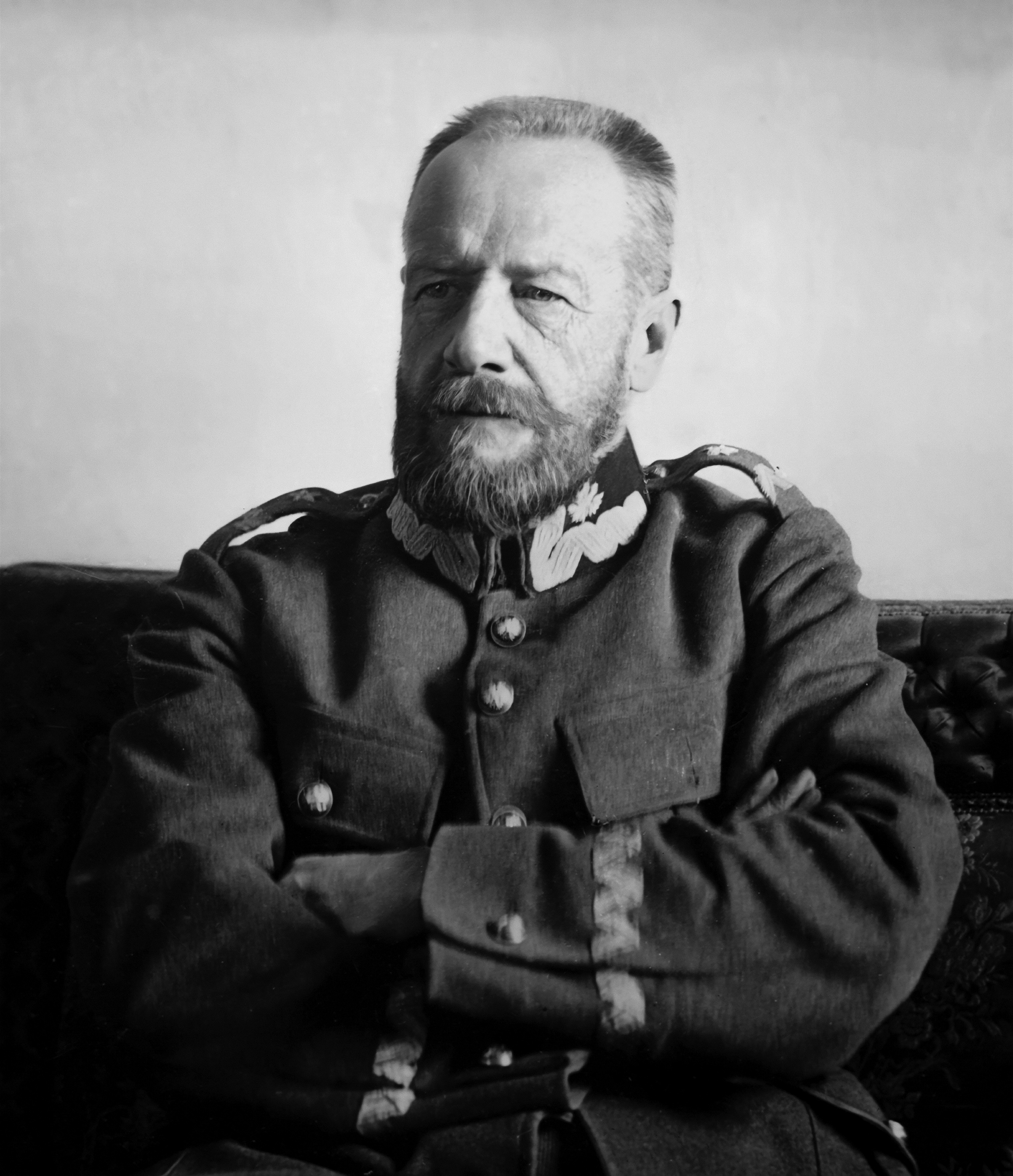
لوتسيان جـَـليغوفسكي

لوتسيان جـَـليغوفسكي (Lucjan Żeligowski؛ أشمياني، 17 أكتوبر 1865 - لندن،	9 يوليو 1947) جنرال بولندي مخضرم، خاض الحرب العالمية الأولى والحرب البولندية السوفيتية والحرب العالمية الثانية. يتذكر في الغالب لدوره في تمرد جليغوفسكي وكرئيس لجمهورية لتوانيا الوسطى قصيرة العمر.